# Ruth Gordon

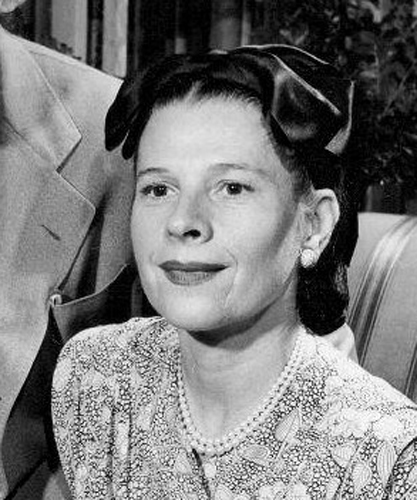
Ruth Gordon 1946.

Ruth Gordon Jones (ur. 30 października 1896 w Quincy, zm. 28 sierpnia 1985 w Edgartown) – amerykańska aktorka filmowa i teatralna oraz scenarzystka, nagrodzona Oscarem, Złotym Globem i nagrodą Emmy.

## Życiorys
Gordon urodziła się przy 41 Winthrop Avenue w Quincy, w stanie Massachusetts. Była jedynym dzieckiem Annie Ziegler Jones i Clinton Jonesa, pracownika fabryki, który został kapitanem statku. Przed ukończeniem Quincy High School, Ruth, pisała do kilku swoich ulubionych aktorek z prośbą o zdjęcie z autografem. Osobistą odpowiedź dostała od Hazel Dawn (którą widziała w inscenizacji The Pink Lady), która zainspirowała ją, aby zostać aktorką. Chociaż ojciec Ruth był sceptyczny co do jej szansy na sukces w tak trudnym zawodzie, w 1914 roku zabrał córkę do Nowego Jorku, gdzie włączono ją na listę uczelni American Academy of Dramatic Arts.
W 1915 roku Gordon pojawiła się jako statystka w trzech niemych filmach, które kręcone były w Fort Lee, w stanie New Jersey, w tym jako tancerka w obrazie The Whirl of Life, filmie opartym na życiu Vernona i Irene Castle. Następnie Ruth zaczęła występować na Broadwayu, m.in. w słynnej inscenizacji Piotrusia Pana z Maude Adams w roli tytułowej.
W 1969 otrzymała Oscara za rolę drugoplanową w filmie Romana Polańskiego Dziecko Rosemary. Trzy lata wcześniej była nominowana w tej samej kategorii za rolę w filmie Ciemna strona sławy, ale to nie były jej pierwsze nominacje. W latach 1948, 1951 i 1953 nominowano ją za najlepiej napisane scenariusze, wspólnie opracowane z mężem Garsonem Kaninem.
Filmy Harold i Maude oraz Żebro Adama zostały wpisane do National Film Registry i są przechowywane w Bibliotece Kongresu Stanów Zjednoczonych.
Gordon poślubiła aktora, Gregory'ego Kelly'ego w 1921 roku, ale zmarł on na chorobę serca w 1927 roku, w wieku 36 lat. Jedyne dziecko Gordon, syn Jones Harris, urodził się w 1929 roku, z pozamałżeńskiej relacji z producentem Jedem Harrisem. Gordon poślubiła swojego drugiego męża, pisarza Garsona Kanina, który był 16 lat od niej młodszy, w 1942 roku.
Gordon zmarła z powodu udaru w Edgartown, w stanie Massachusetts w 1985 roku w wieku 88. lat. Małe kino w Westboro, w stanie Massachusetts, zostało nazwane na jej cześć jej imieniem, podobnie jak amfiteatr w Quincy.

## Filmografia
Filmy fabularne
- 1987: Kosmici grają rocka (Voyage of the Rock Aliens) jako Szeryf
- 1987: Kłopoty ze szpiegami (The Trouble with Spies) jako Pani Arkwright
- 1985: Maxie jako Pani Lavin
- 1985: Delta Pi jako Mugsy
- 1982: Don't Go to Sleep jako Bernice
- 1982: Jimmy the Kid jako Bernice
- 1980: Jak tylko potrafisz (Any Which Way You Can) jako Senovia 'Ma' Boggs
- 1980: My Bodyguard jako Babcia
- 1980: Hardhat and Legs jako Babcia (niewymieniona w czołówce)
- 1979: Boardwalk jako Becky Rosen
- 1979: Łowcy rupieci (Scavenger Hunt) jako Arvilla Droll
- 1978: Każdy sposób jest dobry (Every Which Way But Loose) jako Mama Boggs
- 1978: Perfect Gentlemen jako Pani Cavagnaro
- 1977: The Prince of Central Park jako Pani Miller
- 1976: Wielki Houdini (The Great Houdini) jako Cecilia Weiss
- 1976: Look What's Happened to Rosemary's Baby jako Minnie Castevet
- 1976: Atomowy autobus (The Big Bus) jako Stara kobieta
- 1973: Isn't It Shocking? jako Marge Savage
- 1971: Harold i Maude (Harold and Maude) jako Maude
- 1970: Gdzie jest tatuś? (Where's Poppa?) jako Pani Hocheiser
- 1969: Co się stało z ciocią Alicją? (Whatever Happened to Aunt Alice?) jako Alice Dimmock
- 1968: Dziecko Rosemary (Rosemary's Baby) jako Minnie Castevet
- 1966: Blithe Spirit jako Madame Arcati
- 1966: Lord Love a Duck jako Stella Bernard
- 1965: Ciemna strona sławy (Inside Daisy Clover) jako Pani Clover, matka Daisy
- 1943: Konwój (Action in the North Atlantic) jako pani Jarvis
- 1943: Na progu ciemności (Edge of Darkness) jako Anna Stensgard
- 1941: Dwulicowa kobieta (Two-Faced Woman) jako Panna Ruth Ellis, sekretarka Larry'ego
- 1940: Abe Lincoln in Illinois jako Mary Todd Lincoln
- 1940: Eksperyment doktora Ehrlicha (Dr. Ehrlich's Magic Bullet) jako Hedwig Ehrlich
- 1915: Camille jako Gość na przyjęciu (niewymieniona w czołówce)
- 1915: Madame Butterfly jako Mała rola (niewymieniona w czołówce)
- 1915: The Whirl of Life jako Statysta (niewymieniona w czołówce)

Seriale telewizyjne
- 1983-1984: Newhart jako Roy Herzog
- 1979: Taxi jako Dee Wilcox
- 1977: Columbo − pt. Spróbuj i złap mnie (Try and Catch Me) jako Abigail Mitchell
- 1977: Statek miłości (The Love Boat) jako Pani Warner
- 1975: Rhoda jako Matka Carltona
- 1975: Kojak jako Panna Eudora Temple
- 1975: Medical Story jako Emily Dobson
- 1966: Hallmark Hall of Fame jako Madame Arcati
- 1950: The Prudential Family Playhouse

Scenarzystka
- 1980: Hardhat and Legs
- 1973: Adam's Rib
- 1957: The Alcoa Hour
- 1953: Aktorka (The Actress)
- 1952: Pat i Mike (Pat and Mike)
- 1952: The Marrying Kind
- 1949: Żebro Adama (Adam's Rib)
- 1948: The Ford Theatre Hour
- 1947: Podwójne życie (A Double Life)

## Nagrody
- Nagroda Akademii Filmowej Najlepsza aktorka drugoplanowa: 1969 Dziecko Rosemary
- Złoty Glob
  - Najlepsza aktorka drugoplanowa: 1969 Dziecko Rosemary
  - 1966 Ciemna strona sławy
- Nagroda Emmy Najlepsza aktorka w serialu komediowym: 1979 Taxi